# Балабушині Верби
Балабушині Верби́ — село в Україні, у Глобинській міській громаді Кременчуцького району Полтавської області. Населення становить 190 осіб (на 2011 рік). До 2020 орган місцевого самоврядування — Пустовійтівська сільська рада. Окрім Балабушиних Верб раді було підпорядковане село Пустовійтове.

## Географія
Село знаходиться за 3,5 км від села Пустовійтове, за 4,5 км від села Пузикове і за 7 км від міста Глобине.
Село оточують рівнинні, слабохвилясті поля. Вони покриті чорноземом. Клімат помірно-континентальний з середньорічною сумою опадів 460–470 міліметрів. Середньорічна температура повітря +7,5 градусів за Цельсієм.
Рослинність краю характерна для степової зони. Ліси відсутні, окрім польових лісонасаджень та садів у мешканців села.
Тваринний світ збіднілий внаслідок орання степів та осушення частини боліт.

## Історія
12 червня 2020 року, відповідно до розпорядження Кабінету Міністрів України № 721-р «Про визначення адміністративних центрів та затвердження територій територіальних громад Полтавської області», село увійшло до складу Глобинської міської громади.
19 липня 2020 року, в результаті адміністративно — територіальної реформи та ліквідації Глобинського району, село увійшло до складу новоутвореного Кременчуцького району.

## Населення
На 1 січня 2011 року у селі мешкало 190 чоловік, було 93 двори. Кількість населення у селі змінювалась наступним чином:
| 2001 | 2011 |
| ---- | ---- |
| 218  | 190  |
|      | ▼    |

Згідно з переписом УРСР 1989 року чисельність наявного населення села становила 299 осіб, з яких 131 чоловік та 168 жінок.
За переписом населення України 2001 року в селі мешкало 214 осіб.

### Мова
Розподіл населення за рідною мовою за даними перепису 2001 року:
| Мова       | Відсоток |
| ---------- | -------- |
| українська | 91,28 %  |
| російська  | 6,88 %   |
| білоруська | 0,92 %   |
| молдовська | 0,92 %   |